# Ana Paula Campos
Ana Paula Campos (* 2. September 1994) ist eine brasilianische Badmintonspielerin. 

## Karriere
Ana Paula Campos belegte bei den Brazil International 2012, den Mercosul International 2013 und den Argentina International 2013 jeweils Platz drei. Zweite wurde sie bei den Santo Domingo International 2013, den Puerto Rico International 2013 und den Chile International 2014. Bei der Panamerikameisterschaft 2014 gewann sie Bronze mit dem brasilianischen Team. Im gleichen Jahr siegte sie auch bei den Puerto Rico International 2014.